# Oliver Kragl
Oliver Kragl (Wolfsburgo, 12 de mayo de 1990) es un futbolista alemán. Juega de centrocampista y su equipo es el Nissa F. C. de la Serie D de Italia.

## Clubes
| Club                     | País     | Año       |
| ------------------------ | -------- | --------- |
| Eintracht Brunswick      | Alemania | 2009-2011 |
| VfB Germania Halberstadt | Alemania | 2011-2012 |
| S. V. Babelsberg 03      | Alemania | 2012-2013 |
| S. V. Ried               | Austria  | 2013-2015 |
| Frosinone Calcio         | Italia   | 2016-2017 |
| F. C. Crotone            | Italia   | 2017-2018 |
| → Foggia Calcio          | Italia   | 2018      |
| Foggia Calcio            | Italia   | 2018-2019 |
| Benevento Calcio         | Italia   | 2019-2021 |
| → Ascoli Calcio 1898 FC  | Italia   | 2020-2021 |
| U. S. Avellino 1912      | Italia   | 2022      |
| S. V. Ried               | Austria  | 2022-2023 |
| A. C. R. Messina         | Italia   | 2023      |
| F. C. Trapani 1905       | Italia   | 2023-2024 |
| Fidelis Andria 2018      | Italia   | 2024-2025 |
| F. C. Trapani 1905       | Italia   | 2025      |
| Nissa F. C.              | Italia   | 2025-     |